# Anticipating
Anticipating (Předvídání) je v pořadí pátá píseň z alba nazvaného Britney, které vydala stejnojmenná zpěvačka. Píseň byla vydána jen ve vybraných zemích jako jsou Francie nebo Brazílie.

## Informace
Píseň napsal a produkoval Brian Kierulf a Josh Schwartz. Píseň zazněla i v reklamě propagující auto Toyota Vios.
Britney text písně vysvětlila takto:Pokaždé, když se jdu s přáteli pobavit musím na něco pořád myslet a tím něčím je přítel. Kvůli tomu se nemůžu pořádně bavit.

## Videoklip
Původní plán byl, že videoklip bude animovaný. Ale jelikož nebyl čas natočit oficiální videoklip začal se vysílat výkon Britney z koncertu v Los Angeles. Společně s Britney se tak v klipu objevují i její tanečníci a jako kulisy plátěné domky a růžové autíčko.

## Umístění ve světě
| Hitparáda | Umístění |
| --------- | -------- |
| Francie   | 38       |
| Filipíny  | 1        |
| Tchaj-wan | 4        |
| Brazílie  | 37       |

## Úryvek textu
I'll be anticipating
This is our song, they're playing
I wanna rock with you (rock with you)
You're feelin this right
Let's do this tonight